# Vladimiros Matias
Vladimiros Matias (ur. 3 marca 1991) – grecki zapaśnik walczący w stylu klasycznym. Siódmy na mistrzostwach świata w 2013. Siódmy na mistrzostwach Europy w 2014. Zajął 22 miejsce na igrzyskach europejskich w 2015. Dziewiąty na igrzyskach śródziemnomorskich w 2013. Wicemistrz śródziemnomorski w 2014 i 2015 roku.
Szesnasty na Uniwersjadzie w 2013. Ósmy na akademickich MŚ w 2016. Zawodnik Alexander Technological Educational Institute of Thessaloniki w Salonikach.